# Dernypace
Dernypace er en disciplin i banecykling. Hver rytter køre omkring 60 km/t på en almindelig banecykel bagved en specialbygget motorcykel kaldet en derny. Rytterne kører 60 til 120 omgange med fælles start i et felt mod hinanden. Det første officielle europamesterskab i dernypace blev afholdt i 2000, hvor det siden er blevet afviklet to gange i Ballerup Super Arena, hvor 2016 var seneste gang. Siden 2019 er der blevet kørt Danmarksmesterskaberne i dernypace.